# Кравцов, Пётр Васильевич
Пётр Васильевич Кравцов (28 сентября 1925, хутор Первомайский, Воронежская губерния — 27 марта 2001) — снайпер стрелковой роты 515-го стрелкового полка 134-й стрелковой дивизии 69-й армии 1-го Белорусского фронта, младший сержант — на момент представления к награждению орденом Славы 1-й степени.

## Биография
Родился 28 сентября 1925 года на хуторе Первомайский. Окончил 6 классов. Работал в колхозе.
В Красной Армии с февраля 1943 года. На фронте в Великую Отечественную войну с сентября 1943 года. Принимал участие в освобождении Белоруссии, Польши, в боях на территории Германии.
Снайпер стрелковой роты 515-го стрелкового полка красноармеец Пётр Кравцов 17 января 1945 года у населённого пункта Бжестов близ города Радом уничтожил девятерых противников. У населённого пункта Паталихин Радомского воеводства при отражении контратаки противника поразил четверых солдат. Приказом по 134-й стрелковой дивизии от 9 февраля 1945 года за мужество и отвагу, проявленные в боях, красноармеец Кравцов Пётр Васильевич награждён орденом Славы 3-й степени.
В ходе преследования противника 1 февраля 1945 года у населённых пунктов Шенов, Киршбаум-Петерсдорф младший сержант Пётр Кравцов сразил семерых пехотинцев. 4 февраля 1945 года при отражении вражеских контратак на подступах к городу Франкфурт-на-Одере вывел из строя шестерых противников. Приказом по 69-й армии от 9 марта 1945 года за мужество и отвагу, проявленные в боях, младший сержант Кравцов Пётр Васильевич награждён орденом Славы 2-й степени.
17 апреля 1945 года при прорыве обороны противника на левом берегу реки Одер в районе города Лебус первым поднялся в атаку и, ворвавшись в траншею, поразил нескольких пехотинцев. 19 апреля 1945 года при отражении контратак противника уничтожил около десяти солдат. Заменил выбывшего из строя командира отделения. Указом Президиума Верховного Совета СССР от 15 мая 1946 года за образцовое выполнение заданий командования в боях с немецко-вражескими захватчиками младший сержант Кравцов Пётр Васильевич награждён орденом Славы 1-й степени, став полным кавалером ордена Славы.
В 1946 году старшина П. В. Кравцов демобилизован из Вооружённых Сил СССР. В 1959 году вступил в КПСС. Жил в селе Старо-Похвистнево Похвистневского района Самарской области. Работал в колхозе. Скончался 27 сентября 2001 года.
Награждён орденом Отечественной войны 1-й степени, орденами Славы 1-й, 2-й и 3-й степени, медалями.